# 松原奈帆子
松原 奈帆子（まつばら なほこ、1985年3月15日 - ）は、日本の女性モデル。オスカープロモーション所属。

## 略歴・人物
- フェリス女学院大学音楽学部ピアノ演奏科を卒業。
- 在学中から留学し、アカデミー・オブ・アート大学ファッションマーチャンダイジング学部（アメリカ合衆国サンフランシスコ）を卒業、Second Bachelor of Arts（第二学士）を取得。
- 2008年、ミス・ユニバース・ジャパンのファイナリストに選ばれる。
- 2008年からオスカープロモーションに所属。
- 橘諸兄 [1]（葛城王）の末裔である。
- 趣味はゴルフ、ヨガ、英会話。特技は水泳[1]。

- 街田しおん[2]、簑島宏美[3]、藤本恵理子[4]と仲が良い。

## 出演

### テレビ
- Game's Up!（アメリカトラベルチャンネル）リポーター
- 快適!通販ツウ（TBS）
- テレビショッピング（QVC）
- ショップチャンネル
- 若大将のゆうゆう散歩（テレビ朝日）
- 爆報! THE フライデー（TBS）

### CM
- TBC
- アサヒビール「スタイルフリー」
- ムーンスター「カロリーウォークプラス」
- 資生堂 アユーラ「美活沙センシエンスレッドフォースセラム」
- みずほ銀行 宝くじオフィシャルサイト「宝くじのススメ」
- Yahoo!トラベル×スターバックスコーヒー
- WOWOWオフィシャルサイト
- インテル「Ultrabook」

### スチール
- TAYA（2009年）
- Nike ゴルフウェア
- 東京建物「オーナーズクラブ ブリリア」

### ショー
- 東京大丸ファッションショー
- NOZ Beauty Collection（2012年、東京・大阪）

### 雑誌
- 週刊文春「篠山紀信女子大生写真館」（文藝春秋）
- 週刊パーゴルフ パーゴルフウーマン（全10回）
- ベストカー（講談社ビーシー）
- 美ST（光文社）
- STORY（光文社）
- 女性自身（光文社）

### 書籍
- 「世界一の美女」になるシークレット・レッスン（TODAYムック）
- 今、こんな旅がしてみたい!（ダイヤモンド・ビッグ社）

### 舞台
- ガールズプリズンオペラ Zumash Studio vol.2（2012年6月27日 - 7月2日、中野BONBON）